# Главінка
Главінка (словац. Hlavinka) — річка в Словаччині; ліва притока Радошинки. Протікає в окрузі Топольчани.
Довжина — 15.3 км. Витікає в масиві Повазький Іновець  (схил гори Маргат) на висоті 500 метрів.
Протікає територією сіл Ліповнік, Кртовце, Лужани та Мале Ріпняни.
Впадає в Радошинку на висоті 158 метрів.